# Club Deportivo Teruel
El Club Deportivo Teruel es un club de fútbol español, de la ciudad de Teruel, en Aragón, fundado en julio de 1943. Actualmente compite en la Primera Federación tras su ascenso de la Segunda Federación en la temporada 2024-25.
El club fundacional del balompié en la ciudad mudéjar se remonta a 1917 con la creación de la Sociedad Deportiva Turolense, a la cual sucederían posteriormente otros clubes de modesta entidad, hasta que se fundara décadas después una prometedora Unión Deportiva Teruel, nacida en 1943, y germen del actual club.

## Historia

### Inicios
Fue fundado en 1954 con los antecedentes de clubes en la ciudad como el Rapid Sporting Club Turolense, el Mudéjar, o la Sociedad Deportiva Turolense.
En un principio con el club recién fundado, competiría en la Federación Valenciana de Fútbol, en la categoría más baja al ser un club de nueva creación, la Tercera Regional. Tras una primera temporada, y la siguiente, mediocres, visto que no se da una primera progresión el club decide ocupar la plaza de la Sociedad Deportiva Montañanesa que dejaría su categoría, la Tercera División de España, ocupándola el Teruel, previa migración del club a la Federación Aragonesa de Fútbol, saltándose así varias divisiones intermedias.

### Últimas temporadas
Segundo ascenso en su historia a Segunda B
Tras proclamarse campeón del grupo aragonés de la Tercera División de España, mide sus fuerzas contra la Sociedad Deportiva Noja de Cantabria en eliminatoria directa. Tras el empate a uno conseguido en la localidad cántabra, el 23 de mayo de 2010 el conjunto turolense dirigido por Ramón Calderé se impone en Pinilla por dos goles a uno confirmando de esta manera el ascenso a la Segunda División B del fútbol español. El presidente por aquel entonces era Inocencio Martínez, que dejará el cargo al final de la temporada, tras dejar al equipo campeón de liga y ascendido. Coge su relevo Ramón Navarro Benedicto, y sigue a su cargo hasta la fecha actual.
La vuelta a la categoría de bronce
Para la temporada 2010-11, en esta nueva andadura en la categoría de bronce del fútbol español, el club turolense pronto se pone manos a la obra para la confección de la plantilla. Una vez confirmado que el entrenador Ramón Calderé continúa y finalmente no se va a Ecuador, la Federación Española de Fútbol da a conocer la configuración de los grupos de Segunda División B y, tal y como era deseo del club, aparece encuadrado con los equipos catalanes, valencianos y baleares. Días más tarde se comunica la baja de algunos miembros de la plantilla que consiguieron el ascenso y las renovaciones de otros como Pablo Catalán, Kiko, Enric Pi o Monforte. El primer fichaje que se produce es el de Jael Gilart, futbolista formado en las categorías inferiores del Real Zaragoza pero que procede de la S. D. Ejea. El segundo refuerzo es Borja Abenia, centrocampista zaragozano que viene del C. F. Reus Deportiu. Juan Carlos Caballero es el tercer fichaje para esta nueva temporada, guardameta que de la mano de Joaquín Caparrós llegó a debutar en Primera División con el Sevilla F. C. y que procede del Sangonera Atlético Club de Fútbol. Además, a lo largo de la temporada también incorpora a futbolistas procedentes del Leganés como los defensas Javi González y Negral o los mediocentros Valleros y Juli. Para la zaga, también incorpora a Jaime procedente del filial del Atlético de Madrid, mientras que para el centro del campo ficha a Asier Arranz, Bailó y Cristian, que llegan de Numancia, Godoy Cruz y La Muela respectivamente. Omar Sampedro, del Pontevedra, y Salva Pérez, del Cacereño, son las dos incorporaciones para el ataque turolense en su nueva andadura en Segunda División B.
Tras una temporada más que aceptable, el conjunto dirigido por Ramón Calderé acaba en la temporada en decimosegunda posición, con 50 puntos en 38 jornadas disputadas, habiendo ganado 12 encuentros, empatado 14 y perdido otros 12, anotando 37 goles y recibiendo 32.
La temporada de Arnáiz
Durante la campaña de 2011-12, con su segundo proyecto consecutivo en Segunda B, y tras la no continuidad anunciada por Ramón Calderé, el conjunto de la capital turolense contrata como primer entrenador a Félix Arnáiz.
En lo que a futbolistas se refiere, el conjunto turolense no contará con los servicios de futbolistas como Jaime Hernández, Pérez Rubio, Juli, David Pérez, Caballero y Enric Pi, este último un jugador muy querido por la afición ya que fue clave con su gol en el ascenso a Segunda B. Contará con los servicios de Ernesto Delgado, además de Carlos García Sancho, Javier Zayas, Hector Llorens, Fernando Ferrer, jugadores del filial.
Nuevo descenso a Tercera
En la temporada 2012-13, tras acabar a mitad de tabla en la temporada pasada, el C. D. Teruel pasa por uno de sus peores momentos económicos, teniendo que reducir los gastos. Prácticamente se hace un equipo nuevo, solo se mantendrán 5 jugadores de la pasada campaña (Bodo, Pablo Catalán, Raúl Muñoz, Monforte, Cristian Arcega), se tiene que agarrar a contrataciones de jugadores con menos experiencia, pero mucha proyección. La nave rojilla será dirigida por José Manuel Embela, exjugador y muy querido en el club. En la primera jornada visitan al recién ascendido Tudelano, con el resultado de 0-0. Tras una mala primera vuelta, el equipo se encuentra en puestos de descenso. En el mercado invernal se dan de baja algunos jugadores relevantes como Sipo, Cameo, y otros menos importantes como Ernesto Delgado (no llega a jugar ningún partido). Llegan vivos a la última jornada de liga, pero ya no dependen de ellos mismos; en caso de ganar frente a Athletic "B" en Lezama, y que pierdieran Zaragoza "B" o Peña Sport frente a Noja y Amorebieta respectivamente podría guardar la división u optar al play-out. El Teruel pierde por un escandaloso 5-1 y desciende directamente a la Tercera División.
Vuelta a Segunda B un lustro después
Tras 5 años en Tercera División, en el que jugó varios play-off de ascenso sin éxito, el 28 de mayo de 2018 consiguió un nuevo ascenso a Segunda B, en una eliminatoria durísima ante el campeón andaluz empatando 0-0 con el Cádiz "B" haciendo valer el 0-1 de la ida. El partido de vuelta fue un diluvio en el que la afición respondió llenando el estadio hasta la bandera. De esta manera el club celebró su 75.º aniversario, con el retorno a la división de bronce del fútbol español.
Con motivo además de la celebración de dicho aniversario en la entidad deportiva, el músico Alberto Navas compondrá el Himno oficial del club, aprovechando el ascenso a la Segunda División B del fútbol español conseguido en la temporada 2018-19. El himno fue interpretado por la A.C. Banda de Música Sta. Cecilia de Teruel.
Esa misma temporada consigue el ascenso a Primera División de España la Sociedad Deportiva Huesca y se firma un acuerdo de filialidad entre ambas entidades, que duraría solo esa temporada, ya que uno de los requisitos era que los dos clubes se mantuvieran en sus respectivas categorías.
Etapa en Segunda Federación
Con el ascenso a la nueva Segunda RFEF el Teruel se marcó como objetivo la salvación. Sin embargo el equipo no comenzó mal y fue jornada tras jornada sacando puntos para consolidarse en la zona noble de la tabla. Finalmente el club accedió como cuarto clasificado en la liga regular al playoff de ascenso a Primera RFEF. En la semifinal se impuso ante el Cacereño por 0-4. Pero en la final cae (con honor) ante el AD Mérida por 2-0. A pesar de no haber ascendido es digno de mención que el Teruel estuvo casi todas las jornadas de la liga en puestos de ascenso.
En la siguiente temporada en Segunda Federación el club lograría quedar primero de su grupo consiguiendo así el ascenso directo a Primera Federación a falta de dos jornadas para el fin de la temporada regular.
Descenso de Primera Federación y presente
El club alcanzó su techo en la temporada 2023-24, plantando al equipo en Primera Federación tras conseguir el ascenso en la pasada campaña. Se mantuvo el grueso de la plantilla con jugadores veteranos en el club turolense, todos ellos llegados al CD Teruel cuando este militaba en la Tercera Federación, así como del entrenador, Víctor Bravo, que fue quien obró ese ascenso de categoría. 

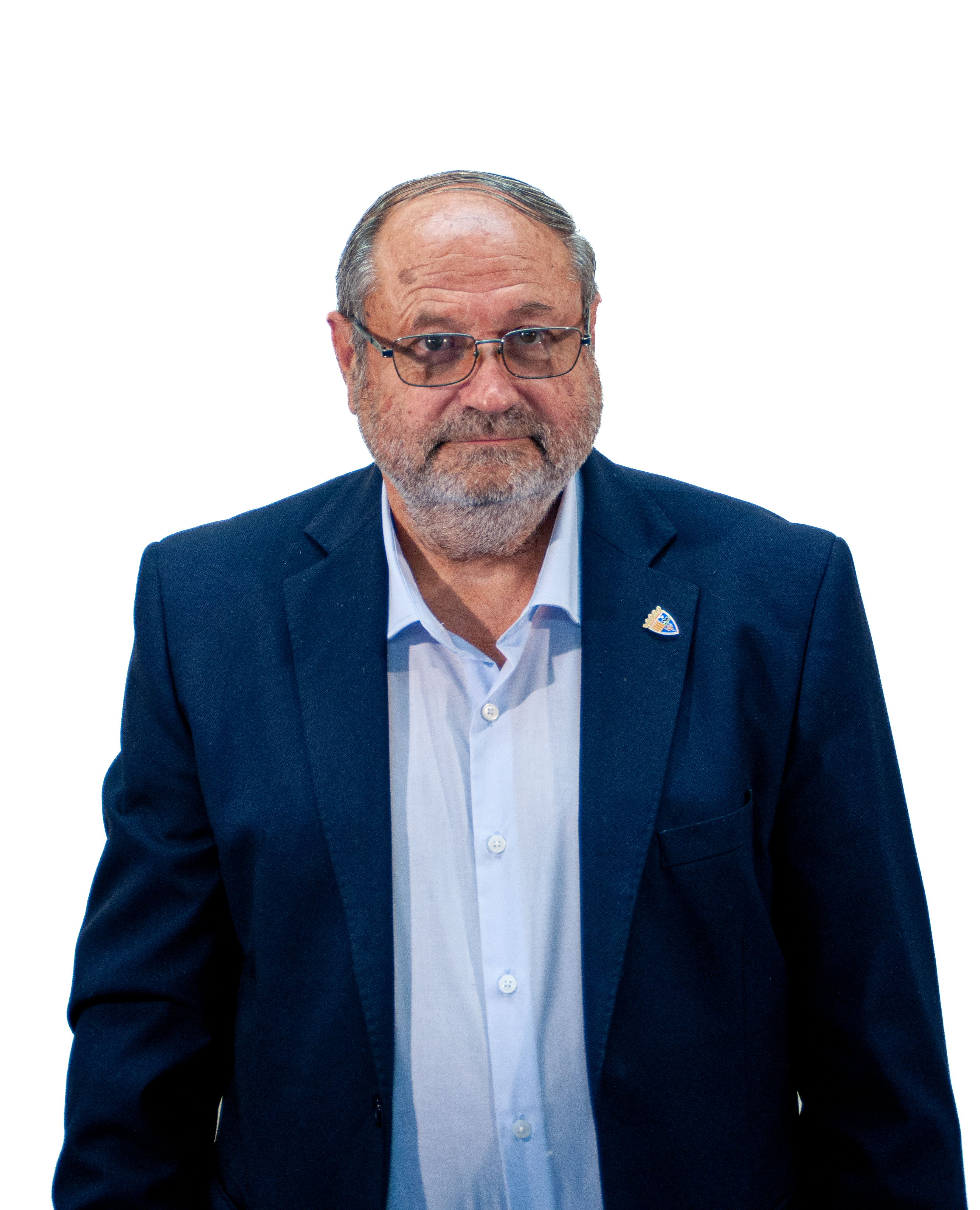
Mariano Escalera.

Una serie de malos resultados llevó al equipo a ocupar los puestos de descenso durante prácticamente toda la temporada, culminando así la etapa de Víctor Bravo como entrenador del conjunto turolense, quien fue sustituido por el zaragozano, Raúl Jardiel. Una situación convulsa que también llevó al relevo en la dirección deportiva del club, provocando la llegada de Quique García, ex-director deportivo del Utebo F.C., en sustitución de Fran Gracia.
Desgraciadamente, el club perdió a una de sus figuras más visibles y emblemáticas, el que fuera presidente del club, Ramón Navarro, falleció por unos problemas de salud dejando un gran legado en el club de su ciudad. Las riendas de la presidencia del club pasaron a manos del anterior vicepresidente, Mariano Escalera.
Ya con Jardiel al mando del equipo, llegaron los buenos resultados para la escuadra turolense, con opciones de mantener la categoría hasta el tramo final de la temporada, pero finalmente culminando el descenso de categoría en la penúltima jornada ante el Osasuna Promesas.
Con el descenso y la vuelta a Segunda Federación el club se vio envuelto en una renovación integral de la plantilla y cuerpo técnico, manteniendo tan solo a dos de sus jugadores, Taliby y el capitán Eduardo Cabetas, en el plantel para la temporada 2024-25. El relevo en los banquillos llevó al guipuzcoano Unai Mendia a convertirse en el entrenador del conjunto turolense para su nueva etapa en 2ª RFEF, afincado en el Grupo 2, junto con los equipos aragoneses, vascos, navarros y riojanos.

## Uniforme
- Uniforme titular: Camiseta roja, pantalón azul y medias rojas.
- Uniforme alternativo: Camiseta azul, pantalón azul y medias azules.
- Marca deportiva: Soka.
- Patrocinador principal: Fertinagro Biotech y Embou.

## Estadio
El Estadio de Pinilla se inauguró con un partido entre el Club Deportivo Teruel y el Club Atlético Osasuna el 8 de septiembre de 1957, siendo presidente del club Cesáreo Pérez. Es el estadio donde se disputa el Trofeo Ciudad de Teruel.
Actualmente, se considera uno de los mejores campos semiprofesionales de la comunidad autónoma de Aragón dónde han llegado a disputarse tanto partidos de Tercera División Española como de Segunda División B de España.

## Organigrama deportivo

### Plantilla y cuerpo técnico 2025-26
- Como exigen las normas de la RFEF, los jugadores de la primera plantilla deberán llevar los dorsales del 1 al 24, reservándose los números 1, 13 y 25 para los porteros. Los dorsales del 26 en adelante serán para los futbolistas del filial, en este caso el Club Deportivo Teruel "B", y también serán fijos y nominales.[7]

- Los equipos españoles están limitados a tener en la plantilla un máximo de tres jugadores sin pasaporte de la Unión Europea.

### Entrenadores
Cronología de los entrenadores
| - 1984-1985: Bienvenido Callao. - 1985-1986: Vicente Piquer. - 1987-1988: Roberto Álvarez. - 1988-1989: Elías Noval. - 1989-1990: Calvo Maldini. - 1990-1990: José Casto. - 1990-1991: Cholla. - 1991-1991: Vicente Arilla. |  | - 2003-2004: Toni Seligrat. - 2007-2009: Emilio Larraz. - 2009-2011: Ramón Calderé. - 2011-2012: Félix Arnáiz. - 2012-2013: José Manuel Embela. - 2013-2016: Néstor Pérez. - 2016-2017: Moisés Gutiérrez. - 2017-2019: Dani Aso. |  | - 2019-2020: César Láinez. - 2020-2023: Víctor Bravo. - 2023-2024: Raúl Jardiel. - 2024-2025: Unai Mendia. - 2025-Presente: Vicente Parras. |

## Datos del club
- Temporadas en Primera Federación: 1.
- Temporadas en Segunda Federación: 3.
- Temporadas en Segunda División B: 8.
- Temporadas en Tercera División: 43.
- Clasificación histórica de la Segunda División B: 158º.
- Clasificación histórica de la Tercera División: 26º.
- Participaciones en la Copa del Rey: 10.
- Mejor puesto en Copa del Rey: 3.ª ronda (temporada 1987-88).
- Mejor puesto en la liga: 4º (temporada 1988-89).a
- Peor puesto en la liga: 20º (temporada 1990-91).a
- Más partidos entrenados: Roberto Álvarez (44), Noval (40), Calderé (40).b
- Más partidos disputados: Pérez (143), Monforte (105), Cavero (95).b
- Más minutos: Pérez (12.803), Monforte (8.707), Cavero (8.338).b
- Más goles: Carlos Pérez (28), Monforte (18), Mario (16).b
- Más goles en una sola temporada: Carlos Pérez (20, en la temporada 1987-88).b
- Extranjero con más partidos disputados: Mitogo (31), Bikoro (30), Becerra (28).b
- Expulsado más veces: Raúl (4), Durán (4), Delmás (3).b
- Más temporadas en el equipo: Lahoz (5), José Pérez (5).b
- Mayor goleada conseguida:
  - En casa: C. D. Teruel 6-0 U. B . Conquense (1987-88).a
  - Fuera: C. D. Ronda 0-3 C. D. Teruel (1987-88).a
- Mayor goleada encajada:
  - En casa: C. D. Teruel 0-7 C. F. J. Mollerussa (1990-91).a
  - Fuera: Barakaldo C. F. 6-1 C. D. Teruel (1989-90).a

Datos referidos a:

a Segunda División B España y Segunda División RFEF.
b Segunda División B España, Segunda División RFEF y Copa del Rey.

## Palmarés
Nota: en negrita competiciones vigentes en la actualidad.
| Competición nacional             | Títulos                    | Subcampeonatos                               |
| -------------------------------- | -------------------------- | -------------------------------------------- |
| Segunda Federación (1/0)         | 2022-23.                   |                                              |
| Tercera División de España (3/5) | 2000-01, 2009-10, 2017-18. | 1986-87, 2001-02, 2013-14, 2014-15, 2019-20. |

| Competición regional                | Títulos                             | Subcampeonatos             |
| ----------------------------------- | ----------------------------------- | -------------------------- |
| Copa Federación (4/3)               | 1995-96, 2016-17, 2011-12, 2019-20. | 1993-94, 2009-10, 2015-16. |
| Regional Preferente de Aragón (0/2) |                                     | 1977-78, 1983-84.          |